# Тернівський заказник (Харківська область)
Тернівський — ентомологічний заказник місцевого значення. Об'єкт розташований на території Близнюківського району Харківської області, село Криштопівка.
Площа — 62,8 га, статус отриманий у 2011 році.
Охороняється ділянка природної рослинності у балці Вишнева з рідкісними видами рослин і комах, частина яких занесена до Європейського червоного списку, Червоної книги України і Червоного списку Харківщини.   
У заказнику трапляються види комах, пов'язані з лучними, навколоводними та степовими екосистемами: вусач-коренеїд хрестоносець, махаон, сколія степова, джміль моховий, джміль глинистий, мелітурга булавовуса, рофітоїдес сірий, занесені до Червоної книги України та Червоного регіонально рідкісні ледра, красотіл бронзовий, шашечниця звичайна.
У фауні хребетних представлені рідкісні види, занесені до Європейського Червоного списку: деркач, сліпак звичайний, Червоної книги України: гадюка степова, мишівка степова, тушканчик великий, тхір степовий, норка європейська та регіонально рідкісні квакша, черепаха болотяна, бугайчик, лунь лучний, боривітер звичайний, куріпка сіра, рибалочка, жайворонок степовий. 
На схилах степової балки зростають рідкісні угруповання ковили волосистої та ковили Лессінга (Зелена книга України) і кринітарії волохатої (Зелений список Харківщини) та рідкісні види рослин: сон чорніючий, шафран сітчастий (Червона книга України), таволга зарубчаста, кермек донецький (Червоний список Харківщини). По заболоченому днищу балки трапляється рідкісне в Харківській області угруповання рогозу Лаксманна.